# Echipa națională de fotbal a României Sub-17
Echipa națională de fotbal a României Sub-17 este a treia reprezentativă de fotbal a României la nivel internațional. În echipă sunt selecționați jucători cu vârste cuprinse între 15 și 17 ani.

## Lotul actual
Competiție: Campionatul European 2014

Data Meciului: 3-15 martie

Adversar:  Cehia,  Germania și  Țările de Jos

Antrenor:  Florin Răducioiu
Actualizat la 2 mai 2011.
| Nr. | Poz. | Jucător                | Data nașterii (vârsta)         | Selecții | Club                |
| --- | ---- | ---------------------- | ------------------------------ | -------- | ------------------- |
| 1   | P    | Laurențiu Brănescu (c) | 30 martie 1994 (30 de ani)     | 9        | Juventus            |
| 2   | F    | Ionuț Mișu             | 19 septembrie 1994 (30 de ani) | 2        | Dinamo II Bucuresti |
| 3   | F    | Eduard Schuller        | 19 martie 1994 (31 de ani)     | 3        | Unirea Alba Iulia   |
| 4   | F    | Bogdan Mitache         | 1 ianuarie 1994 (31 de ani)    | 6        | Viitorul Constanța  |
| 5   | F    | Adrian Puțanu          | 9 ianuarie 1994 (31 de ani)    | 6        | Viitorul Constanța  |
| 6   | M    | Andrei Vaștag          | 21 martie 1994 (31 de ani)     | 6        | Săgeata Năvodari    |
| 7   | M    | Steliano Filip         | 15 mai 1994 (30 de ani)        | 3        | FCMU Baia Mare      |
| 8   | M    | Bogdan Țîru            | 15 martie 1994 (31 de ani)     | 6        | Viitorul Constanța  |
| 9   | A    | Fabian Himcinschi      | 30 aprilie 1994 (30 de ani)    | 5        | Empoli              |
| 10  | M    | Claudiu Bumba          | 5 ianuarie 1994 (31 de ani)    | 6        | Roma                |
| 11  | A    | Darius Buia            | 30 aprilie 1994 (30 de ani)    | 6        | Dinamo II Bucuresti |
| 12  | P    | George Șerban          | 31 ianuarie 1994 (31 de ani)   | 1        | Viitorul Constanța  |
| 13  | F    | Ionuț Neag             | 18 februarie 1994 (31 de ani)  | 3        | Universitatea Cluj  |
| 14  | M    | Daniel Birău           | 21 martie 1994 (31 de ani)     | 2        | Banatul Timișoara   |
| 15  | A    | Daniel Păiuș           | 24 septembrie 1994 (30 de ani) | 0        | Viitorul Constanța  |
| 16  | M    | Alin Roman             | 27 ianuarie 1994 (31 de ani)   | 3        | FCMU Baia Mare      |
| 17  | F    | Ioan Petrescu          | 27 aprilie 1994 (30 de ani)    | 6        | Mureșul Deva        |
| 18  | M    | Dragușin Cristian      | Format:Birth date and age16    | 6        | Steaua București    |